# معركة تامارون

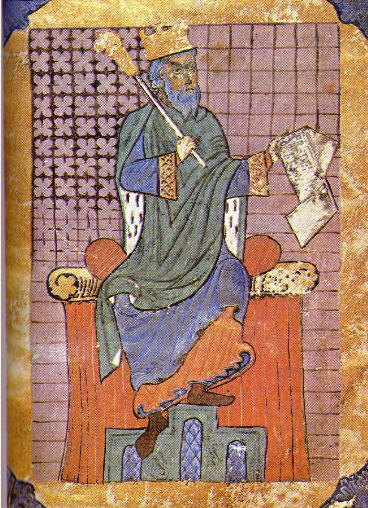
فرناندو الأول

معركة تامارون حدثت في (4 سبتمبر 1037) بين فرناندو شانشيث، كونت قشتالة وبرمودو الثالث ملك ليون، كان فرناندو متزوجاً من أخت برمودو انفانتا سانتشا، وكانت في السابق خطيبة خاله غارسيا سانشيث المتوفي 1029 تم اغتياله من قبل نبلاء المنفيون فور دخوله كنيسة القديس خوان في عاصمة مملكة ليون لإتمام زواجه، وهكذا استطاع فرناندو الزواج من سانتشا في عام 1032·

## الأحداث من 1029 إلى 1036
اغتيل الكونت غارسيا سانشيث عام 1029 فور دخوله كنيسة القديس خوان في مدينة ليون، لإتمام زواجه من انفانتا سانتشا، وبذلك جعلت عمة الكونت غارسيا أونثا من سانشو الثالث ملك نافارا وأخته الملكة مايور القشتالية خلفاء له، ثم ورد في السنة التالية كفرناندو كونت على قشتالة، وفي عام 1032 رُتب زواج فرناندو من أرملة خاله المتوفي انفانتا سانتشا وقُدّم الأراضي التي بين نهري ثيا وبيسويرغا مهراً لذاك الزواج، وفي عام 1034 غزا سانشو الثالث مدينة ليون وأجبر على برمودو الثالث الفرار نحو جليقية واعلن نفسه إمبراطور كل إسبان, ومع وفاة سانشو الثالث في 18 أكتوبر 1035، عاد برمودو إلى عاصمته ليون، وشن حرب من أجل السيطرة على تييرا دي كامبوس، والأراضي بين نهري ثيا و بيسويرغا، المتنازعة عليها مع قشتالة (التي كانت تابعة لـ ليون أسمياً)·

## المعركة
أُعلن فرناندو نفسه بعد وفاة والده في 1035 ملك قشتالة ولكنه لم يحصل على اعتراف كامل، بل اعتبر كونتاً لا ملكاً من خلال وثائق محفوظة، ومع تبعية فرناندو لبرمودو الثالث بذلك أعلن التمرد؛ ولتقيان في معركة قرب تامارون (تقع اليوم ضمن منطقة برغش، في منطقة قشتالة وليون)·
تلقى فرناندو مساعدة من أخيه الأكبر وخليفة والده غارسيا سانشيز الثالث ملك نافارا لأن قوات مملكة ليون كانت أكبر من قواته، وكذلك بالمقابل حصول على بعض الأراضي (التي تم استرجعها لاحقاً من قبل أبنه البكر سانشو الثاني عام 1068)، وقتل فرناندو برمودو في المعركة، وجيشه بعد مقتل الملك قد تبخر، ولم يبقى من العائلة المالكة إلا زوجته وبذلك أصبحت سانتشا وريثة أخوها الأصغر ذو العشرين عاماً لأن طفله الوحيد توفي رضيعاً في 1030، وفي 22 يونيو 1038 تويج فرناندو في مدينة ليون الملك الأوحد لـ ليون وقشتالة ومؤسس أسرة خيمينيز التي تعود أصلها إلى نافارا فهي باسكية الأصل، حكمت البلاد من 1038 إلى 1126، ومع ذلك دفن برمودو في البانثيون الملكي في كنيسة سان إيزيدورو مع والدته إلبيرة مينينديث ووالده ألفونسو الخامس وأيضا دفن فيها لاحقاً فرناندو وسانشا وأربعة من أبنائهم ما عدا ألفونسو السادس.

## وصلات خارجية
- Bishko, Charles Julian. 1980. "Liturgical Intercession at Cluny For the King-Emperors of León." Spanish and Portuguese Monastic History, 600–1300. London: Variorum Reprints. First published in Studia Monastica, 7 (1961).
- Bishko, Charles Julian. 1980. "Fernando I and the Origins of the Leonese-Castilian Alliance With Cluny." Studies in Medieval Spanish Frontier History. London: Variorum Reprints. Originally published in Cuadernos de Historia de España, 47(1968):31–135, and 48(1969):30–116.
- Martínez Díez, Gonzalo. 2005. El condado de Castilla, 711–1038: La historia frente a la leyenda. Marcial Pons Historia. Cf. pp. 724–28.
- Martínez Díez, Gonzalo. 2007. Sancho el Mayor: Rey de Pamplona, Rex Ibericus. Marcial Pons Historia. Cf. pp. 197–202.
- Reilly, Bernard F. 1982. The Kingdom of León-Castilla under Queen Urraca, 1109–1126. Princeton: Princeton University Press.
- Reilly, Bernard F. 1988. The Kingdom of León-Castilla under King Alfonso VI, 1065–1109. Princeton: Princeton University Press.